# Fussball Club Südtirol 2010-2011
Questa pagina raccoglie le informazioni riguardanti il Fussball Club Südtirol nelle competizioni ufficiali della stagione 2010-2011.

## Stagione
Nella stagione 2010-2011 il Südtirol ha disputato il girone A del campionato di Lega Pro di Prima Divisione, realizzando 32 punti in classifica e retrocedendo in Seconda Divisione con Monza e Paganese, dopo aver perso il playout con il Ravenna (2-1). Il torneo è stato vinto con 65 punti dal Gubbio che ha ottenuto la promozione diretta in Serie B, la seconda promossa è stata il Verona che ha vinto i playoff.

## Divise e sponsor
Lo sponsor tecnico Mass propone le medesime maglie dell'anno precedente, su cui però campeggiano due soli marchi, ossia Duka e Südtirol ("marchio ombrello" territoriale).
| Casa |

## Rosa
| N. |                    | Ruolo | Calciatore         |
| -- | ------------------ | ----- | ------------------ |
|    | Italia (bandiera)  | A     | Thomas Albanese    |
|    | Italia (bandiera)  | A     | Valerio Anastasi   |
|    | Italia (bandiera)  | C     | Pietro Baccolo     |
|    | Italia (bandiera)  | D     | Hans Rudi Brugger  |
|    | Italia (bandiera)  | C     | Andrea Burato      |
|    | Italia (bandiera)  | C     | Alessandro Campo   |
|    | Italia (bandiera)  | D     | Pietro Cascone     |
|    | Italia (bandiera)  | C     | Martin Ciaghi      |
|    | Marocco (bandiera) | C     | Omar El Kaddouri   |
|    | Italia (bandiera)  | C     | Hannes Fink        |
|    | Italia (bandiera)  | C     | Hannes Fischnaller |
|    | Italia (bandiera)  | A     | Manuel Fischnaller |
|    | Italia (bandiera)  | D     | Luca Franchini     |

| N. |                    | Ruolo | Calciatore        |
| -- | ------------------ | ----- | ----------------- |
|    | Italia (bandiera)  | C     | Alessandro Furlan |
|    | Italia (bandiera)  | D     | Hannes Kiem       |
|    | Italia (bandiera)  | A     | Mattia Marchi     |
|    | Italia (bandiera)  | D     | Marco Martin      |
|    | Italia (bandiera)  | D     | Roberto Mirri     |
|    | Italia (bandiera)  | D     | Denny Nazari      |
|    | Nigeria (bandiera) | D     | Michael Odibe     |
|    | Italia (bandiera)  | C     | Alfredo Romano    |
|    | Italia (bandiera)  | C     | Mariano Romano    |
|    | Italia (bandiera)  | A     | Tonino Sorrentino |
|    | Guinea (bandiera)  | D     | Mohamed Traoré    |
|    | Italia (bandiera)  | A     | Francesco Virdis  |
|    | Italia (bandiera)  | P     | Davide Zomer      |